# Petro Pancz
Petro Pancz, (ukr Петро Панч), właściwie Petro Josyfowycz Panczenko (ur. 4 lipca 1891 w Wałkach, zm. 1 grudnia 1978 w Kijowie) – ukraiński nowelista, powieściopisarz, autor bajek dla dzieci. Pisał pod pseudonimem Maksym Otawa, P. Pan. Petro Pancz.
Urodził się 4 lipca 1891 r. w Wałkach, w Charkowskim powiecie, w rodzinie majstra-kołodzieja. Swoje dzieciństwo opisał w książce На калуновим мості. Mając 15 lat, po ukończeniu dwurocznej szkoły, zaczął pracować – najpierw przepisując dokumenty w miejscowym Domu Ludowym, stając się z czasem pomocnikiem agenta ziemskiego. W wieku 17 lat przeniósł się do Charkowa i rozpoczął pracę w szkole żeńskiej. W Charkowie Pancz spotykał się ze studentami z kręgu Młodzieży Studenckiej. Rozpoczął naukę w Połtawskiej Szkole Geodezyjnej, tuż po zakończeniu nauki został zmobilizowany do armii w 1915 r. W wojsku, w Odeskiej Szkole Artyleryjskiej, zdobył stopień oficera i trafił na front I wojny światowej.
Wiosną 1921 r. Pancz wrócił do Wałek. W tym okresie pisarz rozpoczął twórczą działalność. W gazetach „Вісті”, „Незаможник”, „Селянська правда” pojawiły się jego pierwsze utwory, opowiadania, felietony, drukowane pod pseudonimem Maksym Otawa. Wysyłając materiał do „Незаможникa”, Panczenko podpisywał się skrótowo P. Pan, ale nadchodzące czasy „wojny z panami” spowodowały, że wystraszony następstw redaktor gazety zmienił ową skróconą formę na P.Pancz. W 1923 r. Pancz znalazł się z powrotem w Charkowie, ówczesnej stolicy Ukrainy. Pracował w magazynie „Червоний шлях”. Jego książki wychodziły wtedy jedna za drugą: Там, де верби над ставом, Гнізда старі, Поза життям, Солом`яний дим, Мишачі нори. W tym czasie Pancz należał do grup literackich: Плуг, ВАПЛІТЕ, ВУСПП. W 1928 r. został wydany zbiór powieści Голубі ешелони. Przez 20 lat, do 1947 r., Pancz doświadczał niemiłych przytyków za treść książki, której następnej redakcje wychodziły już ideologicznie zmienione.
Pierwsza powieść Право на смерть była już od początku poddana cenzurze i ukazała się pod nazwą Облога ночі. W latach 30. Pancz przerabiał tematykę rewolucyjno-historyczną o dzieciach i dla dzieci, w książkach Малий партизан, Будемо літати, Син Таращанського полку. W latach 1939–1940 stał na czele Lwowskiego Stowarzyszenia Pisarzy, a podczas II wojny światowej był głównym redaktorem działu literatury w radiostacji „Ukraina Radziecka” w Moskwie. Wtedy został członkiem Komitetu Wszechsłowiańskiego, w którym pracował do zakończenia wojny. W tych latach jego twórczy dorobek to: Рідна земля, Гнів матері, Зозуля, Кортить курці просо. W 1954 r. ukazał się jeden z najlepszych utworów Pancza: powieść Гомоніла Україна. W 1965 Pancz napisał o swojej młodości w powieści На калиновим мості. Utwór ten został odznaczony później Nagrodą im. Tarasa Szewczenki.
Twórczość dla dzieci to osobny dział w twórczości Panczenki: jeszcze w 1922 r. napisał krótki utwór Свистин, a potem w 1924 r. Портрет. W latach trzydziestych światło dzienne ujrzały książeczki dla dzieci: Гиля, гуси, Вовчий хвіст, Будемо літати, Гарні хлопці, Для вас і про вас. Ostatnia książka Panczenki, zbiór przemyśleń i krótkich form literackich Відлітають журавлі, ukazała się w 1973 r.